# St. Stephanus (Stetten)

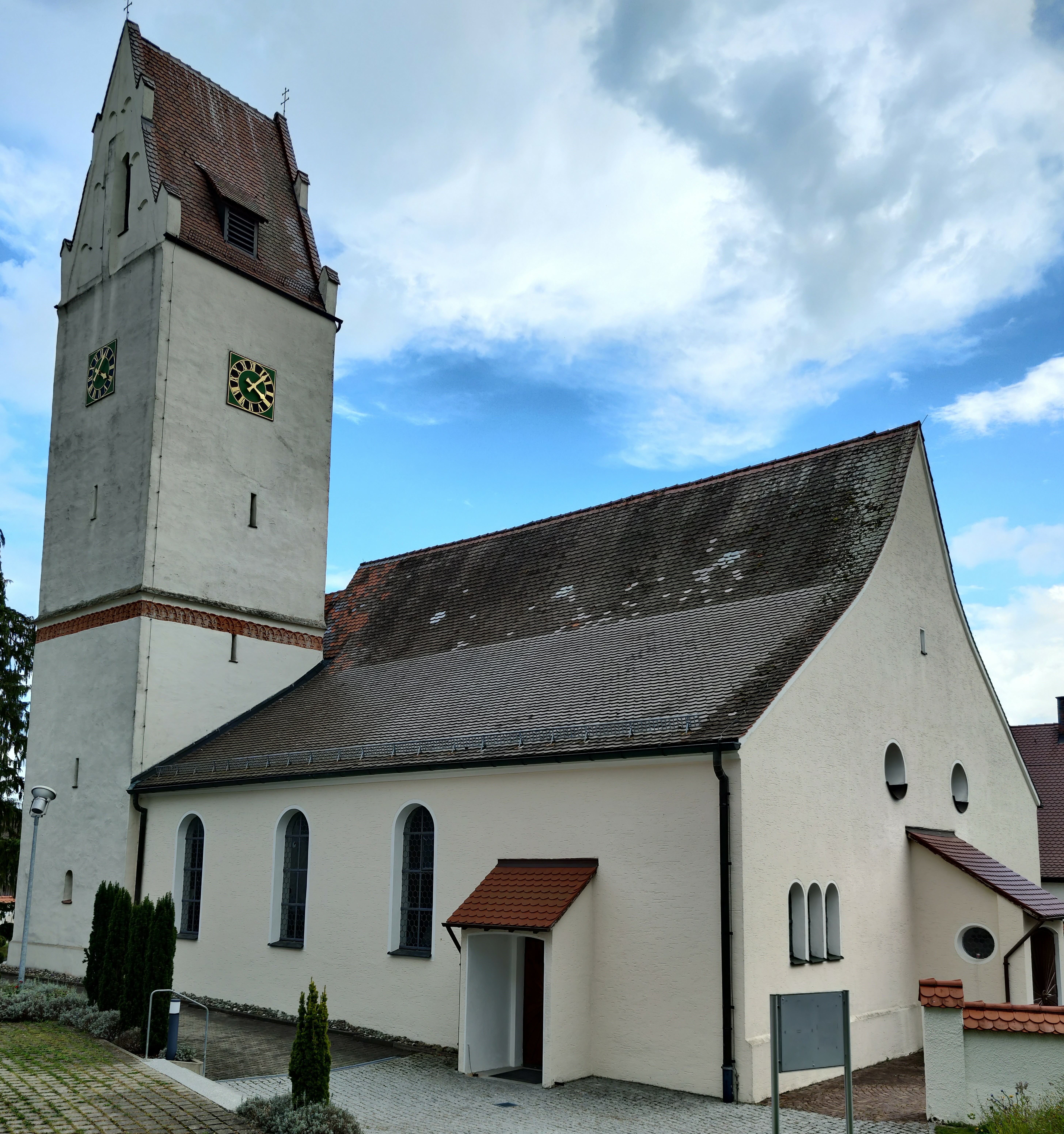
St. Stephanus in Stetten

Die römisch-katholische Pfarrkirche St. Stephanus steht in Stetten, einem Ortsteil der Gemeinde Achstetten im Landkreis Biberach in Baden-Württemberg. Die Kirchengemeinde gehört zum Dekanat Biberach der Diözese Rottenburg-Stuttgart. Das Bauwerk ist beim Landesamt für Denkmalpflege Baden-Württemberg als Baudenkmal eingetragen.

## Beschreibung

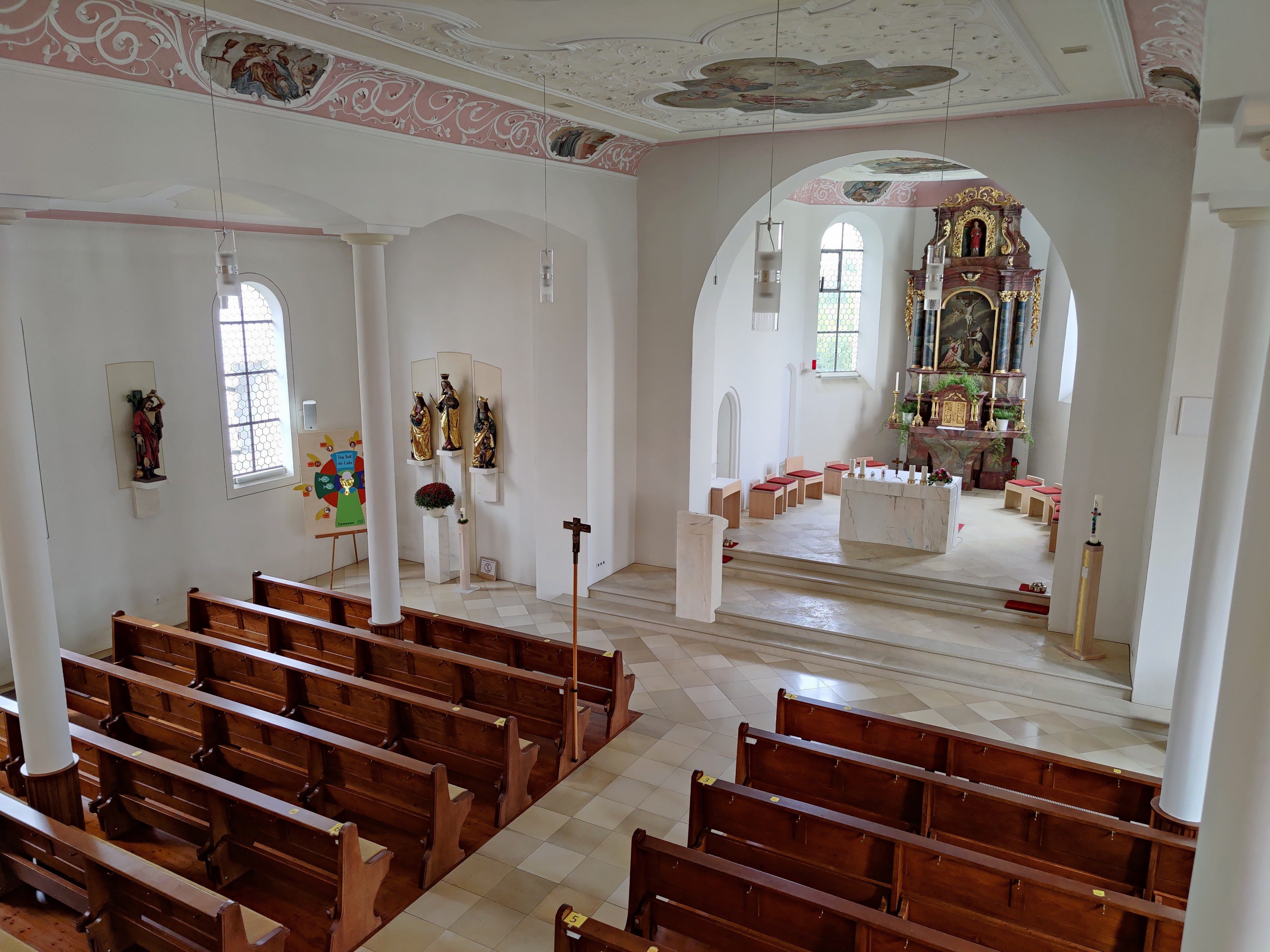
Blick zum Chor

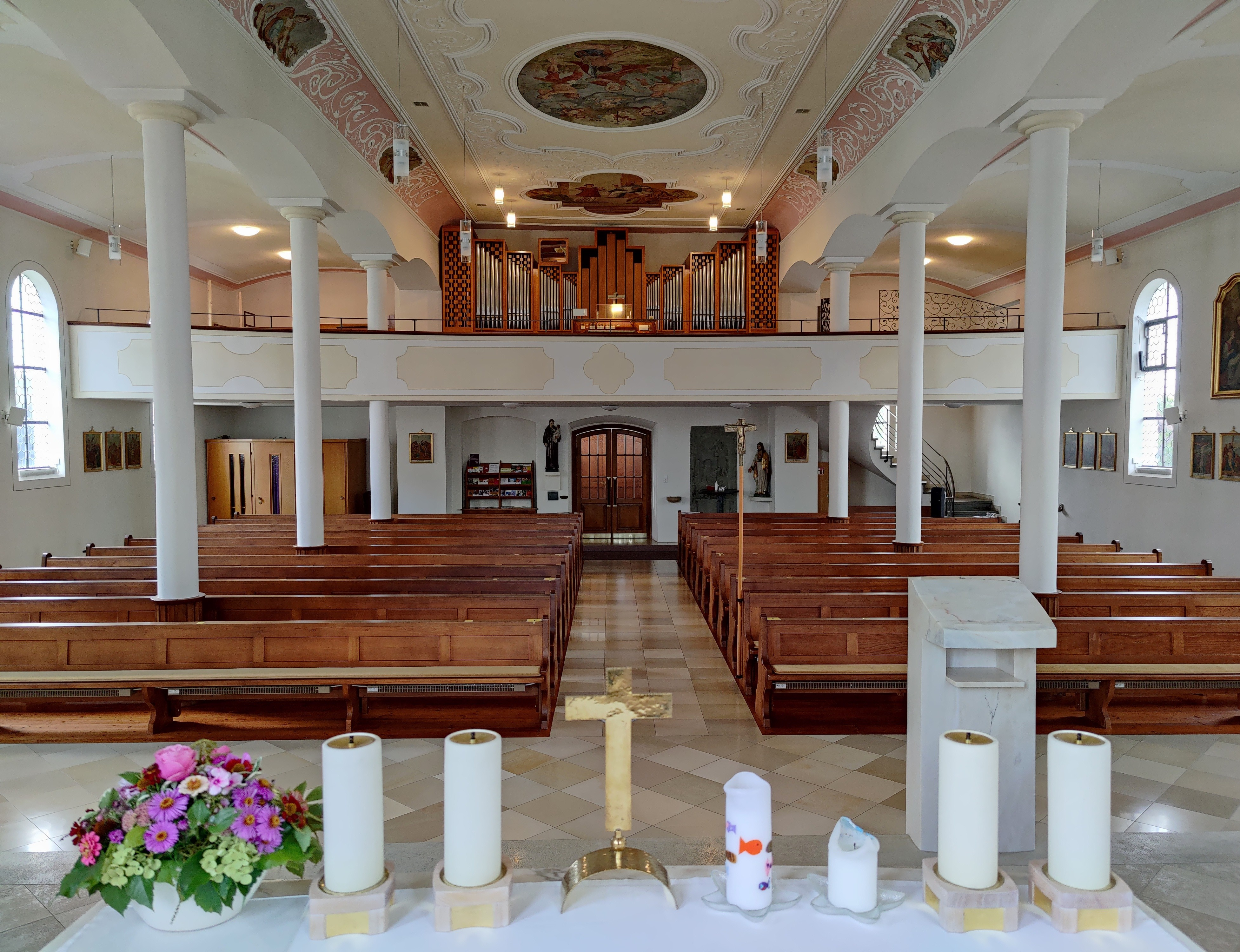
Blick zur Orgel

Die Saalkirche von 1555 wurde unter Einbeziehung des gotischen, dreiseitig geschlossenen, von Strebepfeilern gestützten Chors im Osten des Langhauses und des Chorflankenturms an der Nordwand des Chors um 1730 zur Hallenkirche mit einem Mittelschiff und zwei Seitenschiffen erweitert. 
Zur Kirchenausstattung aus der Zeit um 1490 gehört ein spätgotischer Flügelaltar mit den Statuen der heiligen Barbara, der heiligen Dorothea, und der Maria, die ursprünglich in der Achstettener Kirche stand. Der Innenraum wurde 1787/88 klassizistisch umgestaltet. Die Orgel mit 15 Registern auf zwei Manualen und Pedal wurde 1975 von Späth Orgelbau errichtet.